# 维也纳大学哲学与教育学院
维也纳大学哲学与教育学院（Fakultät für Philosophie und Bildungswissenschaft der Universität Wien）是维也纳大学15个二级学院之一，下辖哲学系和教育学系。

## 简介
维也纳大学哲学与教育学院有约350名教职人员、40名行政人员以及8000名学生。学院提供4个学士课程、8个硕士课程、2个研究领域的博士课程，并与心理学学院合作，为教学科目心理学-哲学开设了一个教师课程。

## 学系设置[7]
- 哲学系（Institut für Philosophie）
- 教育学系（Institut für Bildungswissenschaft）
- 维也纳学派研究所（Institut Wiener Kreis）：自2011年起成为一个拥有准学系地位的研究所（subunit）

## 国际合作
目前，哲学与教育学院与非洲和亚洲的大学建立了两项教育研究合作伙伴关系，与一所美国大学建立了一项研究合作伙伴关系，并与中欧大学在哲学领域进行了非正式合作。中欧认知科学跨学科硕士课程（MEi：CogSci）是由维也纳大学协调的几所欧洲合作大学提供的联合硕士课程。伊拉斯谟课程可供教师、研究人员、学生以及非学术型大学工作人员使用。学院还提供博士论文的联合监督（co-tutelle de thèse）。